# Erythroxylum amazonicum
Erythroxylum amazonicum är en tvåhjärtbladig växtart som beskrevs av Johann Joseph Peyritsch. Erythroxylum amazonicum ingår i släktet Erythroxylum och familjen Erythroxylaceae. Inga underarter finns listade i Catalogue of Life.